# 足利藩
足利藩（日语：／ Ashikaga han */?）是日本江戶時代的一個藩。位於下野國足利郡足利（今栃木縣足利市雪輪町）。藩主是本庄氏及戶田氏，1688年立藩。
1688年幕府本庄宗資被分封為1萬石大名。1692年被轉封到笠間藩。1705年再次立藩，藩主是戶田忠時，石高1萬石。1868年版籍奉還時戶田忠行成為了藩知事。1871年廢藩置縣成為足利縣，後來成為了栃木縣的領地。

## 歷代藩主
- 本庄氏（1萬石->2萬石）

本庄宗資 1688年-1692年
- 戶田氏（1萬1千石）

戶田宗氏 1705年-1708年
戶田宗囿 1708年-1732年
戶田宗位 1732年-1736年
戶田忠言 1736年-1774年
戶田宗喬 1775年-1821年
戶田忠祿 1821年-1847年
戶田忠文 1847年-1856年
戶田忠行 1856年-1867年